# Chrysotus tricolor
Chrysotus tricolor är en tvåvingeart som beskrevs av Robinson 1975. Chrysotus tricolor ingår i släktet Chrysotus och familjen styltflugor.
Artens utbredningsområde är Dominica. Inga underarter finns listade i Catalogue of Life.